# Humberto Capote
Humberto José Capote López (nacido el 12 de enero de 1950) es un contador y político uruguayo, quien se desempeñó como subsecretario (viceministro) de Economía y Finanzas en 1989-1990. 
Posteriormente integró el Directorio del Banco Central del Uruguay entre 1993 y 2000, primero como director, luego como vicepresidente y finalmente como presidente.

## Primeros años
Nació el 12 de enero de 1950,hijo de Humberto Maximiliano Capote y de Damiana López.
Cursó estudios en la Facultad de Ciencias Económicas de la Universidad de la República, donde se graduó como contador a fines de 1976.
Trabajó en la Dirección General Impositiva -dependiente del Ministerio de Economía y Finanzas- como revisor de impuestos en 1975,luego como técnico desde 1979y finalmente como contador en 1981.

## Subsecretario de Economía y Finanzas
El 5 de mayo de 1989 el presidente Julio María Sanguinetti y su ministro de Economía y Finanzas Ricardo Zerbino lo designaron subsecretario -viceministro- de dicha cartera, sucediendo a Luis Mosca.
Ocupó el cargo durante casi diez meses, hasta la finalización del período presidencial de Sanguinetti.
Con la asunción del nuevo presidente Luis Alberto Lacalle, fue sucedido como subsecretario por Nicolás Herrera Oreggia.

## Banco Central del Uruguay

### Director
En julio de 1993 fue nombrado por el gobierno de Lacalle como director (miembro del Directorio) del Banco Central del Uruguay, sucediendo en dicho cargo a Ricardo Lombardo.

### Vicepresidente
Al comenzar la segunda presidencia de Sanguinetti, en abril de 1995 Capote pasó a ocupar la Vicepresidencia del BCU, con Ricardo Pascale como Presidente y Mario Bucheli como Vocal.Sucedió como Vicepresidente a Andrés Jung.

### Presidente
En abril de 1996, al renunciar a su cargo Pascale, Capote le sucedió como Presidente del BCU,siendo reemplazado en la Vicepresidencia por Julián Moreno Rico.
Ocupó dicha Presidencia hasta abril de 2000, cuando el nuevo gobierno de Jorge Batlle designó en su reemplazo a César Rodrguez Batlle.

## Actividades posteriores
Luego de su retiro del Banco Central se dedicó al ejercicio privado de su profesión.
En el año 2017, tras el cierre del Cambio Nelson, para el que se desempeñaba como contador, Capote se vio involucrado en la causa judicial que le siguió.
Estuvo brevemente detenidoy la fiscalía pidió su procesamiento y prisión preventiva por un delito de apropiación indebida, pero el juez actuante no hizo lugar a ello.El fiscal apeló dicha resolución,pero la no imputación de Capote fue mantenida por el juezy por el Tribunal de Apelaciones intervinientes, por lo que en definitiva quedó exento de toda responsabilidad penal.

## Vida personal
Es hijo de Humberto Maximiliano Capote Tonelli y de Damiana María Teresa López Luján, casados en 1949.
Contrajo matrimonio en diciembre de 1977 con María Virginia Sierra,con quien tuvo tres hijos, María Sofía, María Ximena y Nicolás Humberto Capote Sierra.